# Madenan
Madenan is een bestuurslaag in het regentschap Buleleng van de provincie Bali, Indonesië. Madenan telt 4007 inwoners (volkstelling 2010).